# Roman de Fauvel

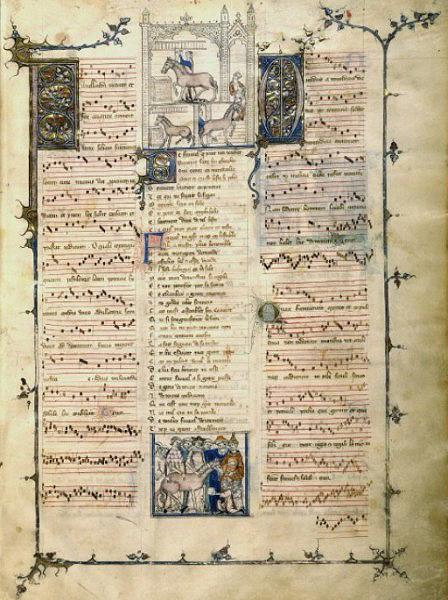
A mű első oldala. Jóül látható, hogy a szöveg és a zene szerves egységet képeznek az oldal elrendezésében is, ahogyan a mű tartalmában.

14. századi allegorikus verses regény szatirikus felhangokkal, Gervais de Bus francia királyi kamarás szerzeményének tartják. Az eredeti elbeszélés 3280 nyolc szótagos sorból áll, két könyvre tagolódik, amelyek 1310 és 1314-ből származnak. 1316–7-ben Chaillou de Pesstain jelentősen kibővítette. Chaillou saját kézzel írt kézirata (Paris, BN fr. 146) az illumináció gyönyörű munkája, és zenetörténeti szempontból is jelentős, a benne található 169 zenemű miatt, amely a 13. századi és kora 14. századi zenei műfajok és szövegfajták széles kínálatát nyújtja. Némely darab Philippe de Vitryhez kötődik, és az Ars Nova jellegzetes példája.

## A cselekmény

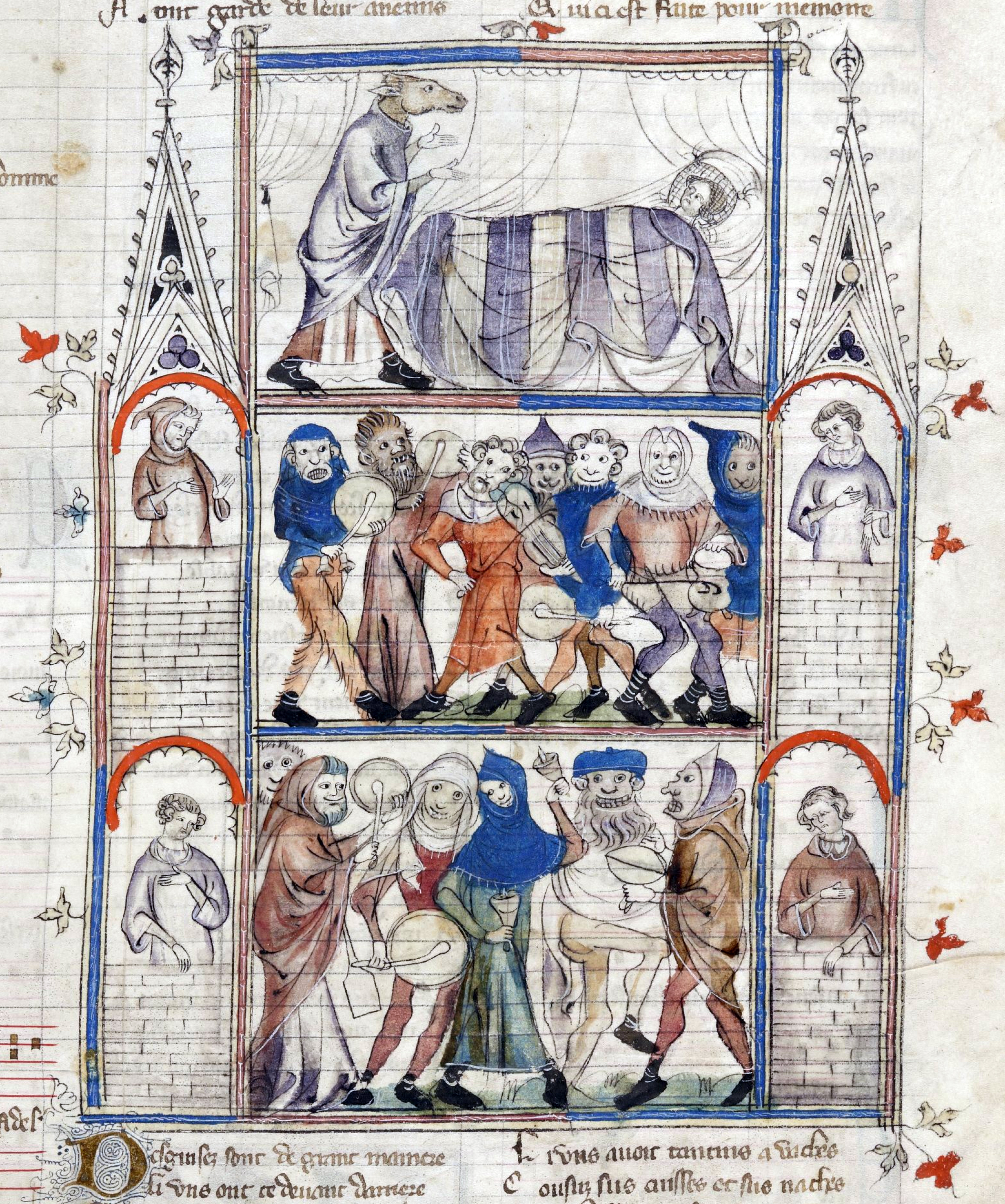
Fauvel be szeretne feküdni Vainglory kisasszony mellé a hitvesi ágyba, mialatt a nép macskazene-szerenádot ad, tiltakozásul.

A regény központi alakja Fauvel, a fakó (halvány vörösesbarna árnyalatú ló), aki felemelkedik a francia királyi udvarban. Általa gúnyolja ki a szerző a férfiak önző, álszent hedonizmusát és az uralkodó – világi és egyházi – rend kihágásait. Az antihős neve Fauvel: fau-veil, hamis lepel; a betűsor pedig az emberi gyarlósághoz, erkölcstelenségekhez kapcsolódó kifejezések akrosztikonja; F-A-V-V-E-L: hízelgés, kapzsiság, aljasság, köpönyegforgatás, irigység, tunyaság (Flatterie, Avarice, Vilenie [a latinban az U és a V felcserélhető], Variété, Envie, Lâcheté. Franciául a fauve sakált jelent – ez az áthallás más nyelvekben nem érvényesül.
Az első könyv a bűn kísértésébe esett és korrupt egyház és társadalom kritikája. Fauvel – bár ő maga ló – nem istállóban lakik többé, hanem egy nagy házban (a királyi palotában) rendezkedett be, Fortuna Asszony, a Sors istennőjének kegyelméből. Átalakítja rezidenciáját a saját szükségletei szerint, és boxajtót, jászolrácsot épített be. Ruhatárában olyanok dolgoznak az egyházi rendekből, akik figyelnek arra, hogy ne maradjon rajta ürülék. Egyházi és világi vezetők messze földről zarándokolnak el, hogy lássák őt, és hajoljanak meg előtte szolgálataikról biztosítva őt. Ezek a hatalmasságok leereszkednek odáig, hogy megkefélik, megtisztítják, lecsutakolják Fauvelt a tonzurált fejétől egészen a farka végéig.
Fauvel elutazik Macrocosmosba, és megkéri Fortuna asszony kezét, ő azonban visszautasítja, és maga helyett Lady Vaingloryt ajánlja feleségül venni. Fauvel ebbe beleegyezik, megtartják az esküvőt, olyan vendégekkel, mint Kacérkodás, Házasságtörés, Paráznaság és Vénusz – ez a fajta allegória a 15–16. századi moralitásjátékokra lesz majd jellemző. Végül Fortuna asszony felfedi, hogy Fauvel szerepe a világban, hogy minél több hozzá hasonló romlott uralkodó szülessen, és az Antikrisztus előfutára legyen.

## A mű szövege
A költemény 3280 nyolc szótagos páros rímű sorból áll, amelyek két könyvet (kötetet) alkotnak. Az 1. könyv 1226 soros, utolsó vers szerint 1310-ben fejezték be; a 2. könyv 2054 soros, és a végére írt jelzés szerint 1314-ben fejezték be. 1316–17-ben Chaillou de Pesstain kibővítette ezt a szöveget még 3000 sorral (ebből 1800 sor Fauvel esküvőjének része).

## A fennmaradt példányok
A regény legkorábbról fennmaradt példánya az a kézirat, amelyet Chaillou kibővített, és saját kézzel írt le (Paris, BN fr. 146). Az ő fényűző gazdagsággal elkészített kéziratát 78 miniatúra díszíti, 169 zenemű van elhelyezve az összetett oldalelrendezésben. A művet a 15. századig másolták, és mintegy tucatnyi másolat maradt fenn belőle, de ezek egyike sem tartalmaz közbevetett zenei részeket.

## A zene
Valamennyi fennmaradt kéziratváltozat közül a Chaillou de Pesstain által összeállított (BN fr. 146) keltette fel leginkább a zenetörténészek figyelmét a szöveg közötti lekottázott zeneművek miatt, amelyek a 13. századi és kora 14. századi zenei műfajok és szövegfajták széles kínálatát nyújtják. A 169 darab mindegyike szöveges, 124 latin, 45 francia nyelvű. A típusok felölelik a liturgikus és vallásos, az egyházi és világi, az egyszólamú és többszólamú énekeket, a régi és új zene darabjait. Az egyszólamú művek műfajai: conductus, séquentia, prosa, rondeau, lai, virelai, séquences, responzórium. A többszólamú darabok mindegyike 2 vagy 3 szólamú, mindegyik motetta. A szólamok ritmikája élesen különbözik egymástól, más-más szövege van a szólamoknak, sőt, olykor különböző nyelvűek, több izoritmikus motetta van köztük, némelyikről azt gondolják, hogy Philippe de Vitry kompozíciója. Korábban azt gondolták, hogy a zene a szöveghez önkényesen hozzátett kísérőanyag, de újabb kutatások rávilágítottak a zenei lejegyzés – vizuális és auditív – leleményes, szellemes szövegközti magyarázó-kommentáló jellegére, kitágítva és változatosabbá téve Gervais által megfogalmazott kritika (politikai) témáit. A furcsa felfedezések közé tartozik számos „hamis” ének beillesztése az aktuális liturgikus anyagba – ezek talán szándékos zenei játékok a lószerű szélhámos becsapó tulajdonságaihoz kapcsolódva. Nagy figyelem fordult a fr. 146 kézirat több polifon motettájára, amelyek közül néhány – például In Nova Fert/Garrit Gallus – az Ars nova egyik új vívmányának tartott vörös menzurális notációval van lejegyezve. Ma is vita tárgyát képezi, hogy a 14. században vajon hogyan szólalt meg ez a verses-zenés regény, egyesek szerint színpadra szánták, mások antológiának tartják. A zenék átmenetet képeznek az Ars antiqua és az Ars nova között, Szép Fülöp uralkodása idejéből. Vitriolos tollal írt szövegek vannak köztük, mint a Carmina Burana szövegei. A 13. század szionte valamennyi jelentős kéziratával van átfedés a darabok közt (pl. Montpellier-i kéziratból: J’ai fait nouvellement amie).